# Karl Valentin Müller
Karl Valentin Müller (* 26. März 1896 in Bodenbach, Österreich-Ungarn; † 3. August 1963 in Nürnberg) war ein deutscher Gewerkschafter, Sozialdemokrat, Soziologe und Sozialanthropologe. Nachdem er bereits vor 1933 im Kontext der Rassenhygiene und Rassenanthropologie publiziert und argumentiert hatte, machte er im Nationalsozialismus wissenschaftliche Karriere. Im Zweiten Weltkrieg unternahm er rassenbiologische Untersuchungen in Osteuropa und wurde 1941 als Professor an die Universität Prag berufen, wo er auch im Auftrag der Reinhard-Heydrich-Stiftung Grundlagenforschung für die Rassen- und Volkstumspolitik des Reichssicherheitshauptamtes betrieb. Nach Kriegsende profilierte sich Müller als Betriebs- und Bildungssoziologe und war ab 1955 Professor für Soziologie und Sozialanthropologie in Nürnberg.

## Leben
Müller besuchte in Bodenbach und Pogrzybow in der Provinz Posen, wo sein Vater als Lehrer tätig war, die Volksschule, dann in Dresden das Realgymnasium. Nach dem Kriegsabitur meldete er sich als Freiwilliger an die Westfront. Ab 1919 studierte er in Leipzig zunächst Germanistik, später dann Staats- und Sozialwissenschaften. 1922 wurde er mit der Arbeit Die Entwicklung der Trierer Gewerbeorganisationen bis zum 13. Jahrhundert zum Doktor der Philosophie promoviert. Anschließend arbeitete er als Wanderlehrer in der Volkshochschularbeit in Thüringen und Sachsen.
1927 erschien eine von Müller im Auftrage der Gewerkschaften erarbeitete Publikation mit dem Titel Arbeiterbewegung und Bevölkerungsfrage, die als allgemeinverständliche Einführung in die Rassenhygiene dienen sollte. Eine frühere Publikation zu einer Schulkinderuntersuchung hatte bereits gezeigt, dass er sich an der „nordischen Bewegung“ orientierte, die eine Höherwertigkeit der „nordischen Rasse“ postulierte. 1929 veröffentlichte er außerdem einen Aufsatz zum „nordischen Gedanken in der Arbeiterbewegung“. Er vertrat dabei die Ansicht, die klassenbewusste Arbeiterbewegung stamme von nordischen Freibauern ab und müsste von „Proletariern aus Art“ unterschieden werden. Müller glaubte, man könne eine rassisch hochwertige Arbeiterelite züchten, und wollte die Fortpflanzung der „Lebensuntüchtigen“ unterbinden. Mit seiner Radikalität war Müller eine absolute Ausnahme im Gewerkschaftssektor. Während er in der Arbeiterbewegung kaum positive Resonanz fand, zeigten sich völkische Rassenhygieniker wie Fritz Lenz begeistert.
Ab 1927 arbeitete Müller als wissenschaftlicher Referent, zunächst für Erwachsenenbildung im damals sozialdemokratisch geführten sächsischen Ministerium für Volksbildung. Zugleich leitete er die halbstaatlichen Wirtschafts- und Betriebsräteschulen der freien Gewerkschaften in Westsachsen. 1928 wurde er Referent für soziales Bildungswesen und übernahm die Leitung der „Amtlichen Facharbeitsstelle für das sächsische Betriebsräteschulwesen“.

### Nationalsozialismus (1933–1945)
In einer Festschrift für den Rassenhygieniker Alfred Ploetz hatte Müller bereits 1930 über Rassenhygiene und soziale Bedeutung geschrieben. Nach der Machtübernahme der Nationalsozialisten wurde Müller wegen seiner SPD-Zugehörigkeit kurzzeitig aus dem Staatsdienst entlassen, aber in das unter Leitung von Wilhelm Hartnacke stehende Kultusministerium als Referent für Erwachsenenbildung wieder eingestellt. In seinem Hauptwerk Der Aufstieg des Arbeiters durch Rasse und Meisterschaft (1935) nahm Müller die Idee eines „Neuadels aus Blut und Boden“ von Walther Darré auf und entwickelte das Projekt eines neuen Arbeiteradels als Elite, für den staatlich geförderte „Erbhöfe der Arbeit“ in eigenen Stammarbeitersiedlungen entstehen sollten. Damit wollte Müller einer „Auslesegruppe nach Leistungs- und Erbwert“ eine „hegegerechte Umwelt“ zur Aufzucht ihres Nachwuchses schaffen. Während seiner Zeit im sächsischen Bildungsministerium berichtete er über Interna an SS-Hauptsturmführer Martin Paul Wolf in der Berliner Zentrale des SD.
1936 habilitierte er sich in Leipzig bei Hans Freyer und Otto Reche für Soziologie und Bevölkerungswissenschaften. 1938 wurde er Dozent für Soziologie und Bevölkerungswissenschaft an der Universität Leipzig, 1939 kommissarisch Professor für Soziologie an der Technischen Hochschule in Dresden. Müller leitete das Soziologische Seminar im Institut für Sozial- und Wirtschaftswissenschaften der TH. In Dresden hielt er Vorlesungen über „Rasse, Volk und Gesellschaft“ und „Volk und Raum“. 1939/40 führte er Fruchtbarkeitsuntersuchungen im Warthegau durch.
Zum 1. Mai 1937 war Müller der NSDAP beigetreten (Mitgliedsnummer 5.877.252).
Von 1941 bis 1945 wurde Müller an die Deutsche Universität Prag als Spezialist für die Rassenlehre des Nationalsozialismus und für die Historiografie der böhmischen Länder berufen. Hier führte er psychologisch-sozialanthropologische Untersuchungen über die tschechische Polizei und an Schulkindern durch sowie rassen- und sozialanthropologische Studien zum „deutschen Erbanteil“ in Tschechien. Eines seiner Forschungsziele war die „Behandlung der volkstumspolitischen Verfügungsmasse“ in Osteuropa und die „Umvolkung“ von Tschechen. In seinen Schriften Gesetzmäßigkeit bei Wandlungen im sozialanthropologischen Gefüge von rassisch nahestehenden Nachbarvölkern durch Umvolkungsvorgänge (1937) und Die Bedeutung des deutschen Blutes im Tschechentum (1939) trat er dafür ein, das tschechische Volk in das deutsche durch Umvolkung einzuschmelzen. In seiner Eigenschaft als Sonderbeauftragter für Rassefragen in den böhmischen Ländern verfasste er 1940 eine Denkschrift, in der er forderte, den gesamten Raum mit einer „deutsch bestimmten Führungsschicht“ zu überschichten, „entdeutschte Leistungssippen“ zurückzugewinnen und das „deutsche Volkstum von … leistungsmäßig minderebenbürtigen Sippen zu entschlacken“.
Im Verbund mit seiner universitären Lehr- und Forschungstätigkeit gehörte Müller neben Hans Joachim Beyer und Rudolf Hippius zu den führenden Köpfen der Reinhard-Heydrich-Stiftung, die besondere Aufträge durchführten, um den Plänen für eine Germanisierung Böhmens und Mährens eine scheinbare wissenschaftliche Rechtfertigung zu verleihen. Müller leitete an der Universität Prag stellvertretend die Hochschularbeitsgemeinschaft für Raumforschung.
Als Zubringer und akademischer Gewährsmann des Sicherheitsdienstes folgte er noch im Dezember 1944 einer Einladung des SS-Gruppenführers Otto Ohlendorf in die Villa  am Großen Wannsee zu einem exklusiven Gedankenaustausch darüber, wie die Soziologie als „Menschenkunde“ der Stabilität des Staates dienstbar gemacht werden könne.
Karl Valentin Müller arbeitete mit führenden Ostforschern wie Eugen Lemberg und Ernst Lehmann zusammen.

### Nach dem Krieg (1946–1963)
Nach 1945 konnte Müller seine Karriere als Wissenschaftler bruchlos fortsetzen. Bereits 1946 erhielt er mit Unterstützung des niedersächsischen Kultusministers Adolf Grimme die Gelegenheit, in Hannover ein „Institut für Begabtenforschung“ (seit 1949 „Institut für empirische Soziologie“) aufzubauen. Von der Deutschen Gesellschaft für Soziologie wurde er bald nach ihrer Neugründung 1946 wieder als Mitglied aufgenommen. Im ersten Band der Zeitschrift für menschliche Vererbungs- und Konstitutionslehre gehörte Müller zu den Autoren, ebenso wie Friedrich Curtius, Fritz Lenz, Hans Günther und Friedrich Stumpfl.
Darüber hinaus war Müller an der Akademie für Raumforschung und Landesplanung (ARL) tätig. Er war ab 1953 sowohl „Ordentliches Mitglied“ als auch „Korrespondierendes Mitglied“ der ARL. Müller leitete den Forschungsausschuss „Raum und Gesellschaft“ der ARL (1950–1953).
Müllers Schrift Der Aufstieg des Arbeiters durch Rasse und Meisterschaft (Lehmann, München 1935) wurde in der Sowjetischen Besatzungszone auf die Liste der auszusondernden Literatur gesetzt.
Ab 1952 nahm er einen Lehrauftrag an der Philosophisch-Theologischen Hochschule Bamberg wahr. 1955 wurde Müller auf den Lehrstuhl für Soziologie und Sozialanthropologie an der Hochschule für Wirtschafts- und Sozialwissenschaften Nürnberg berufen. Auf der Berufungsliste zur Besetzung des Lehrstuhls stand nur ein Name: Prof. Dr. Karl Valentin Müller. Die Hochschule hatte sich verpflichtet, einen „131er-Professor“, das heißt einen „heimatvertriebenen Hochschullehrer“ nach Artikel 131 Grundgesetz, zu berufen.
1954 bis 1959 war Müller Generalsekretär des „Institut International de Sociologie“ und zugleich Vorstandsmitglied der Deutschen Gesellschaft für Bevölkerungswissenschaft.
Müller arbeitete vor allem zur Begabungssoziologie und meinte mit einer großangelegten Untersuchung aller Schüler der Lehranstalten Niedersachsens und deren Familien aus den Geburtsjahrgängen 1932 bis 1937 zu zeigen, dass das Begabungsgefälle unter Grundschülern im Allgemeinen der Sozialstruktur der Gesellschaft entsprach. Weitere Untersuchungen führte er zur Soziologie der Arbeiter- und Angestellten sowie der Heimatvertriebenen durch. Er arbeitete außerdem über den Einfluss der sozialistischen Gesellschaftsform auf die dortige Bevölkerung.
Müllers Rassentheorien und seine völkischen Annahmen aus der Ostforschung wurden, so Andreas Wiedemann, von der Zwischenkriegszeit über den Nationalsozialismus bis in die bundesrepublikanische Anthropologie übernommen. Dazu gehörten seine Vorstellungen über Vererbung, der Rassenhygiene und der Selektion sozialer Gruppen. Noch Ende der fünfziger Jahre, so Gesa Büchert, pflegte Müller Kontakte zu Funktionären der NS-Zeit. Richard Korherr, Verfasser des Korherr-Berichtes zur „Endlösung der Judenfrage“, ehemals leitender wissenschaftlicher Mitarbeiter und Vertrauter des „Reichsführers SS“ Heinrich Himmler, hatte vom Wintersemester 1959/60 bis Sommersemester 1962 einen Lehrauftrag für Methoden der empirischen Sozialforschung und Demographie an der Hochschule für Wirtschafts- und Sozialwissenschaften an Müllers Lehrstuhl inne.

## Schriften
- Australische Gemeinwirtschaft. Die Gemeinwirtschaft, Hermsdorf (Thüringen) 1926, DNB 575172525.
- mit Martin Springer: Volk, Stand, Rasse. Ein Versuch gemeinverständlicher Darstellung rassenbiologischer Themen [der biologische Nachweis für die Notwendigkeit der Erhaltung des Mittelstandes]. Verlag der Gesellschaft zur Pflege mittelständischer Kultur, Dresden 1926, DNB 576484547.
- Arbeiterbewegung und Bevölkerungsfrage. Eine gemeinverständliche Darstellung der wichtigsten Fragen der quantitativen und qualitativen Bevölkerungspolitik im Rahmen gewerkschaftlicher Theorie und Praxis (= Gewerkschafts-Archiv-Bücherei; Band 6). Zwing, Jena 1927, DNB 580783952.
- Erwerbslosenumschulung und Siedlerschulung. In: Adolf Muesmann (Hrsg.): Die Umstellung im Siedlungswesen. Stuttgart 1932.
- Der Aufstieg des Arbeiters durch Rasse und Meisterschaft. J.F. Lehmann, München 1935, DNB 575172517.
- Arbeiterbewegung und Bevölkerungsfrage: Eine gemeinverständliche Darstellung der wichtigsten Fragen der quantitativen und qualitativen Bevölkerungspolitik im Rahmen gewerkschaftlichen Theorie und Praxis. 2 Teile. Leipzig 1937, DNB 570931118. Habilitationsschrift Uni Leipzig, Philosophische Fakultät 1937, Band 2 im Buchhandel unter dem Titel: Der Aufstieg des Arbeiters durch Rasse und Meisterschaft.
- Herkunft und Berufssiebung einer großstädtischen Angestellten- und Arbeiterschaft. In: Bevölkerungsbiologie der Großstadt: der Stadt Breslau zur Siebenhundertjahrfeier ihres Wiederaufbaus nach dem Mongolensturm gewidmet. 1941, S. 129–135.
- Grundsätzliche Ausführungen über das deutsche und tschechische Volkstum in Böhmen und Mähren. In: Raumforschung und Raumordnung. Monatsschrift der Reichsarbeitsgemeinschaft für Raumforschung. 5. Jg. (1941) H. 10/12, S. 488–496.
- mit Heinz Zatschek: Das biologische Schicksal der Premysliden. Ein Beispiel für die aufartende Wirkung deutscher Erblinien in fremdvölkischen Blutskreisen. In: Archiv für Rassen- und Gesellschadtsbiologie. Band 35, Heft 2, 1941, S. 136–152.
- Deutsche Lebensströme im Aufstieg des Tschechentums. In: Deutsche Monatshefte : Zeitschrift für Geschichte und Gegenwart des Ostdeutschtums. Nr. 9 (1942/43) 1942, S. 310–328.
- und Siegfried Tzschucke: Unehelichkeit und Rassenpflege. In: Archiv für Rassen- und Gesellschaftsbiologie einschließlich Rassen- und Gesellschaftshygiene. Nr. 36 (1942/43) 1942, S. 345–357.
- Zur Rassen- und Volksgeschichte des böhmisch-mährischen Raumes. In: Das Böhmen und Mähren-Buch, Volkskampf und Reichsraum. Volk und Reich, Prag / Amsterdam / Berlin / Wien 1943, S. 127–134.
- (mit Elisabeth Pfeil): Typen des sozialen Verhaltens und ihre Standorte. Ein empirisch-soziologischer Versuch am Material der begabungssoziologischen Schülererhebung in Niedersachsen. Aus dem Institut für empirische Soziologie Hannover. In: ARL (Hrsg.): Raum und Gesellschaft. Referate und Ergebnisse der gemeinsamen Tagung der Forschungsausschüsse „Raum und Gesellschaft“ (Leiter: Prof. Dr. K. V. Müller) und „Großstadtprobleme“ (Leiter: Dr. Elisabeth Pfeil). Bremen: Dorn 1950, S. 45–52.
- Das soziale Verhalten als Komponente der Sozialsiebung. In: Die Sammlung. Jg. 5, H. 9, September 1950. 1950.
- Konstitutionstypus und Begabung. In: Zur menschlichen Vererbungs- und Konstitutionslehre 29. 1950.
- Die Begabung in der sozialen Wirklichkeit. Ergebnisse der begabungs- soziologischen Erhebung in Niedersachsen auf Grund der Auszählung im Reg.-Bez. Hannover, bearbeitet im Institut für Empirische Soziologie in Hannover. Vandenhoeck & Ruprecht, Göttingen 1951.
- Heimatvertriebene Jugend. Eine soziologische Studie zum Problem der Sozialtüchtigkeit des Nachwuchses der heimatvertriebenen Bevölkerung. Holzner, Kitzingen-Main 1953.
- Umvolkung und Sozialschichtung in der Slowakei. Ergebnisbericht über soziologisch-sozialanthropologische Studien im slowak. Staatsgebiet, 1944. In: Zeitschrift für Ostforschung : Länder u. Völker im östl. Mitteleuropa. 2, Nr. 3 1953, S. 400–424.
- Natürliche und Selbstauslese bei neuzeitlichen Zwangs- und Notwanderungen. In: Ostdeutsche Wissenschaft. 1 (1954) 1954, S. 147–182.
- Begabung und soziale Schichtung in der hochindustrialisierten Gesellschaft. Westdeutscher Verl, Köln, Opladen 1956.
- Sozialwissenschaft und soziale Arbeit. Duncker & Humblot, Berlin 1956.
- Die Angestellten in der hochindustrialisierten Gesellschaft. Westdeutscher Verlag, Köln, Opladen 1957.
- Zur Wandlung der sozialen Prestigeordnung unter sozialistischem Einfluss. In: Zeitschrift für die gesamte Staatswissenschaft 115 (1959), S. 292–299.
- Eheliche Fruchtbarkeit und Berufsarbeit der Ehefrau bei deutschen Angestellten. In: Hans Freyer, Helmut Klages und Hans Georg Rasch (Hg.): Actes du XVIIIe Congrès International de Sociologie, Bd. 4. Nuremberg, 10–17 septembre 1958. Institut International de Sociologie. 4 Bände. Meisenheim am Glan: Anton Hain 1961, S. 281–283.
- Das Konnubium als Maßstab für die Bestimmung sozialer Schichten. In: Hans Freyer, Helmut Klages und Hans Georg Rasch (Hg.): Actes du XVIIIe Congrès International de Sociologie, Bd. 4. Nuremberg, 10–17 septembre 1958. Institut International de Sociologie. 4 Bände. Meisenheim am Glan: Anton Hain 1961, S. 331–333.
- Die Manager in der Sowjetzone. Westdeutscher Verlag, Köln, Opladen 1962.
- Soziologie der Angestelltenbewegung. Aus der Arbeit des Instituts für empirische Soziologie. In: Soziale Welt. Zeitschrift für sozialwissenschaftliche Forschung und Praxis. 12, Nr. 3 1962, S. 260–267.
- Karl Valentin Müller: Zur Frage der Unternutzung ostdeutscher Begabungen. Aus dem Institut für Empirische Soziologie. In: Recht im Dienste der Menschenwürde : Festschrift für Herbert Kraus. 1964, S. 533–543.